# Alejandro Muñoz Pulpón
Alejandro Muñoz Pulpón (n. Pedro Muñoz (Ciudad Real); 17 de octubre de 1967) es un exciclista profesional español, natural de Pedro Muñoz (provincia de Ciudad Real).
Fue profesional entre 1989 y 1992 ininterrumpidamente, solamente en el equipo Puertas Mavisa.

## Palmarés
- No obtuvo victorias en el campo profesional.

## Equipos
- Puertas Mavisa (1989-1991)